# Toyota Land Cruiser (J70)
A Série 70 é uma família de modelos Toyota Land Cruiser produzidos desde 1984 em substituição à Série 40 como o modelo off-road da linha Land Cruiser, enquanto a Série 60 contemporânea se desenvolveu em SUVs de luxo mais confortáveis começando com a Série 80 . Apesar das grandes alterações no estilo e inúmeras atualizações tecnológicas, a Série 70 foi projetada para manter as capacidades off-road e a durabilidade associadas à Série 40. A Série 70 foi comercializada em todo o mundo, exceto em países como Índia, Estados Unidos, México, Brasil e Coréia, onde foram importados de forma independente e colocados em uso comercial ou privado. Como uma celebração do 30º aniversário da série 70 do Land Cruiser, a Toyota comercializou temporariamente a série Land Cruiser 70 no mercado japonês por 12 meses.

## Designações dos modelos
Originalmente, os números de modelo 70 a 74 referiam-se às versões de duas portas com distância entre eixos curta e média. Estes foram os sucessores da Série 40, como o FJ40. Os números de modelo 75, 78 e 79 referiam-se à versão de distância entre eixos longa, que estava disponível nos modelos pickup e transporte de tropas de duas portas. Estes foram os sucessores da série 40 com entre eixos longo, como o FJ45. Modelos 77 (1990-1999 JDM ) e 76 são peruas de quatro portas com distância entre eixos semi-longo oferecidos em alguns mercados.
Em 1999, a Toyota introduziu várias atualizações e alterou as designações dos modelos, para 78 (transporte de tropas) e 79 (pickup). Em 2007, o modelo 76 (perua de quatro portas) foi adicionado, enquanto os novos modelos de cabine dupla também compartilham a designação do modelo 79 (essencialmente o mesmo chassi). Modelos de curta distância entre eixos estão em produção hoje apenas para alguns poucos mercados.
Seguindo o padrão comum a todos os Land Cruisers, as letras no início da identificação do modelo indicam o motor do veículo. Os motores da série 70 incluem o motor a gasolina 3F (por exemplo, no modelo FJ70), o motor a gasolina 22R (por exemplo, o RJ70/73 Bundera), o motor a diesel 2H (por exemplo, o HJ75), o motor a gasolina 1FZ (por exemplo, os modelos FZJ70/71/73/74/75/76/78/79), o motor diesel 1PZ (por exemplo, modelos PZJ70/73/77), o motor diesel 1HZ (por exemplo, os modelos HZJ70/71/73/74/75/ 76/77/78/79), o motor turbodiesel 1HD-T (por exemplo, o HDJ78/79) e, mais recentemente, o motor diesel 1VD (por exemplo, o VDJ76). Por um tempo (1987 até pelo menos 1990) o modelo BJ73 estava disponível no mercado português, italiano e espanhol com um motor turbodiesel VM HR588 de 2,5 litros de cinco cilindros - o prefixo "B" foi aplicado porque a primeira série 70 diesel de quatro cilindros veio com o 3B.

## História
1984-1999: O Toyota Land Cruiser da série 70/75 assumiu o lugar da série 40/45 em 1984. O desenho manteve uma semelhança familiar com a série 40/45, mas tornou-se mais angular. Os modelos 70/71 tinham a distância entre eixos curta (SWB), modelos 73/74 tinham a distância entre eixos média (MWB) e modelos 75/77 tinham a distância entre eixos longa (LWB). Estes últimos vieram como cabine simples / utilitário (pickup) e capota rígida "transporte de tropas" (troop carrier) (HT). A Toyota também fabricou versões mais leves que compartilharam a designação da Série 70 de 1985 a 1996 e foram comercializadas em várias partes do mundo inicialmente como Bundera, ou Land Cruiser II e mais tarde como Prado . Destes, o nome Prado ficou, e cada modificação o levou ainda mais longe de suas raízes da Série 70. A partir de 1997, o Prado recebeu a denominação de Série 90, e passou a ser um 4x4 de passageiros sem relação com a Série 70.
1999: A versão pickup passou a ser designada como série 79, o Troop Carrier tornou-se a série 78, e a versão de entre eixos curto foi eliminada na maioria dos mercados. As principais mudanças mecânicas foram: mola helicoidal no eixo dianteiro (em vez de feixe de molas ); feixes de molas traseiros mais longos; Rodas de 5 furos em vez de rodas de 6 furos; volante redesenhado; indicadores frontais redesenhados; e, na versão cabine simples, maior distância entre eixos, o que aumentou a capacidade de carga.
2007: A Serie 70 redesenhada começou a ser produzida em janeiro para lançamento no mercado no final de fevereiro/início de março de 2007. As alterações mais significativas estão no design da dianteira dos modelos, eliminando os pára-lamas planos que eram marca registrada em todas as séries comerciais do Land Cruiser desde a série 40 . Essa mudança, juntamente com um eixo dianteiro e chassi mais largos, foram necessários para permitir a instalação do novo motor turbo diesel  1VD-FTV 4.5L V8 compatível com a norma Euro-4, o. Este motor foi especificado inicialmente apenas para o mercado australiano, onde era o único motor disponível. África e outros mercados continuaram com motores a gasolina de 6 cilindros em linha e motores diesel 1HZ . Para preencher a lacuna deixada pela eliminação de modelos de especificações mais baixas nas gamas das séries 100 e 200, foi introduzida a perua 4 portas (série 76) juntamente com os modelos cabine simples (série 79 ) e de transporte de tropas (série 78). Pela primeira vez, um nível de especificação GXL mais alto também foi introduzido em alguns mercados para as variantes de cabine simples e perua. Este nível de especificação adicionou vários recursos adicionais de conforto e segurança nunca vistos anteriormente em Land Cruisers de série comercial. Em 2007 foram feitos na Venezuela a versão 50º aniversário, vinham com pára-choques, galão de gasolina, bloqueios traseiros, guincho, estribos. Apenas 300 foram produzidos.
2009: O presidente da Venezuela, Hugo Chávez, ameaçou desapropriar as fábricas da Toyota naquele país se a Toyota e outras montadoras se recusassem a compartilhar sua tecnologia com empresas locais e cumprir certas cotas. Os modelos Land Cruiser da série 70 são usados em toda a Venezuela, sendo muito utilizados pela polícia e pela Guarda Nacional da Venezuela.
2009: O motor 1FZ/1FZ-FE foi substituído pelo motor 4.0L 1GR-FE nos mercados onde as versões a gasolina estão disponíveis, como Bolívia, Colômbia e Oriente Médio.
2012: A Toyota introduziu a pickup de cabine dupla HZJ79, combinando nesta o entre eixos mais longo (de 3180 mm) da picape cabine simples com as quatro portas e o tanque de combustível de 130 litros das peruas.
2014: A Toyota introduziu a perua de 4 portas GRJ76 e a picape de cabine dupla GRJ79 no mercado japonês como uma edição limitada do '30º aniversário' da série 70  . Este modelo veio com o motor a gasolina 1GR-FE V6 e transmissão manual de 5 velocidades. Este modelo esteve a venda por tempo limitado no Japão (apenas até junho de 2015), quando a lei japonesa passou a exigir que todos os veículos novos viessem com controle de derrapagem do veículo, algo que a Série 70 não possui.
2015: Em parceria com o Grupo Salvador Caetano, iniciou-se a produção do Land Cruiser 70 em Ovar, Portugal numa versão atualizada a partir de meados de 2015 para exportação para o mercado africano, em particular Marrocos. No entanto, o modelo não será reintroduzido no mercado europeu porque seus motores não possuem certificação de emissões na Europa. Isso apesar do motor 1VD-FTE estar disponível para o Land Cruiser 200 em uma versão bi-turbo. Os Land Cruisers de fabricados em Portugal têm um motor com 231 PS (170 kW) e uma transmissão manual de cinco velocidades. Inicialmente, a produção consistia em uma perua de cinco portas e uma picape de cabine dupla.

## Modelos

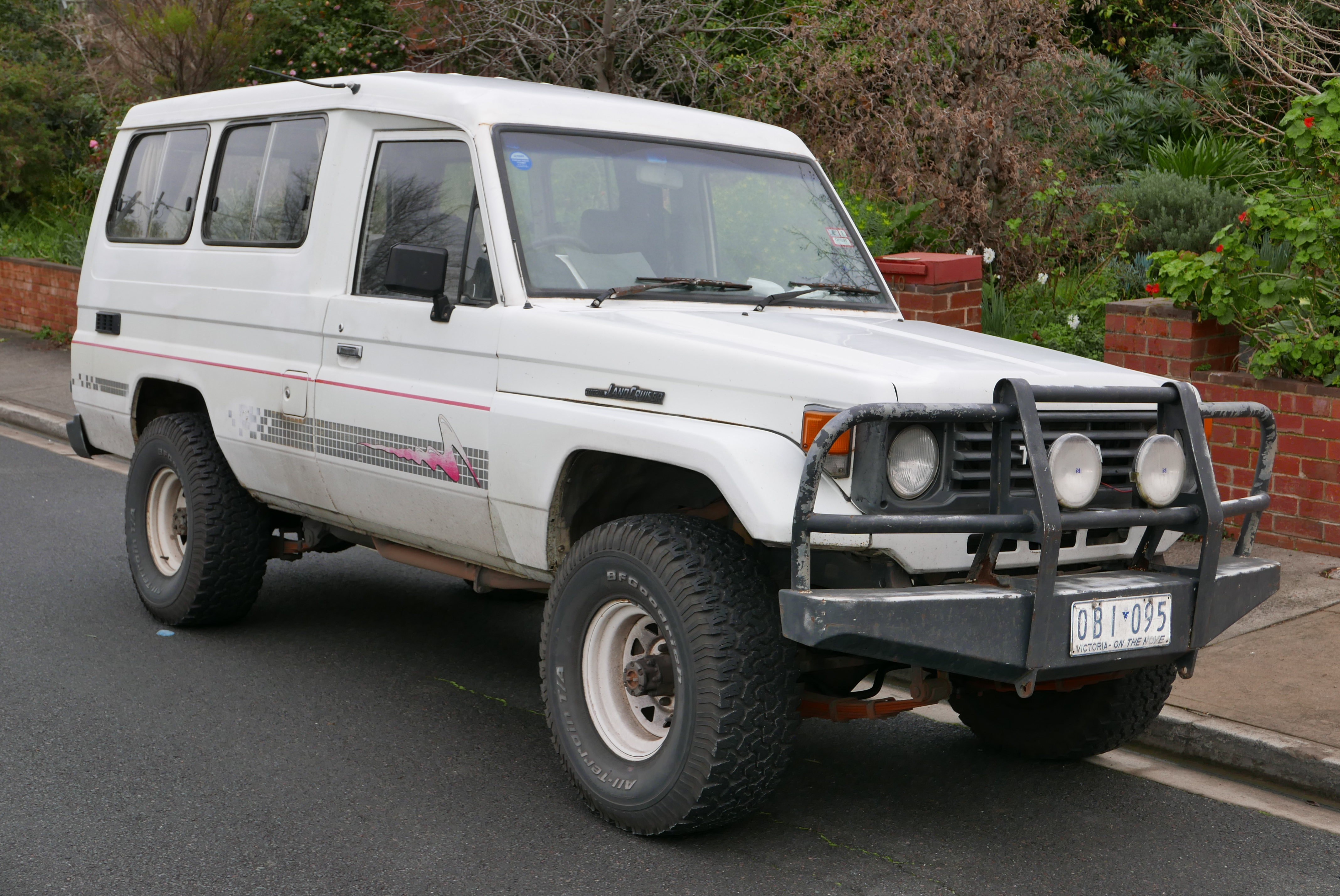
Transporte de tropas (HZJ75V)
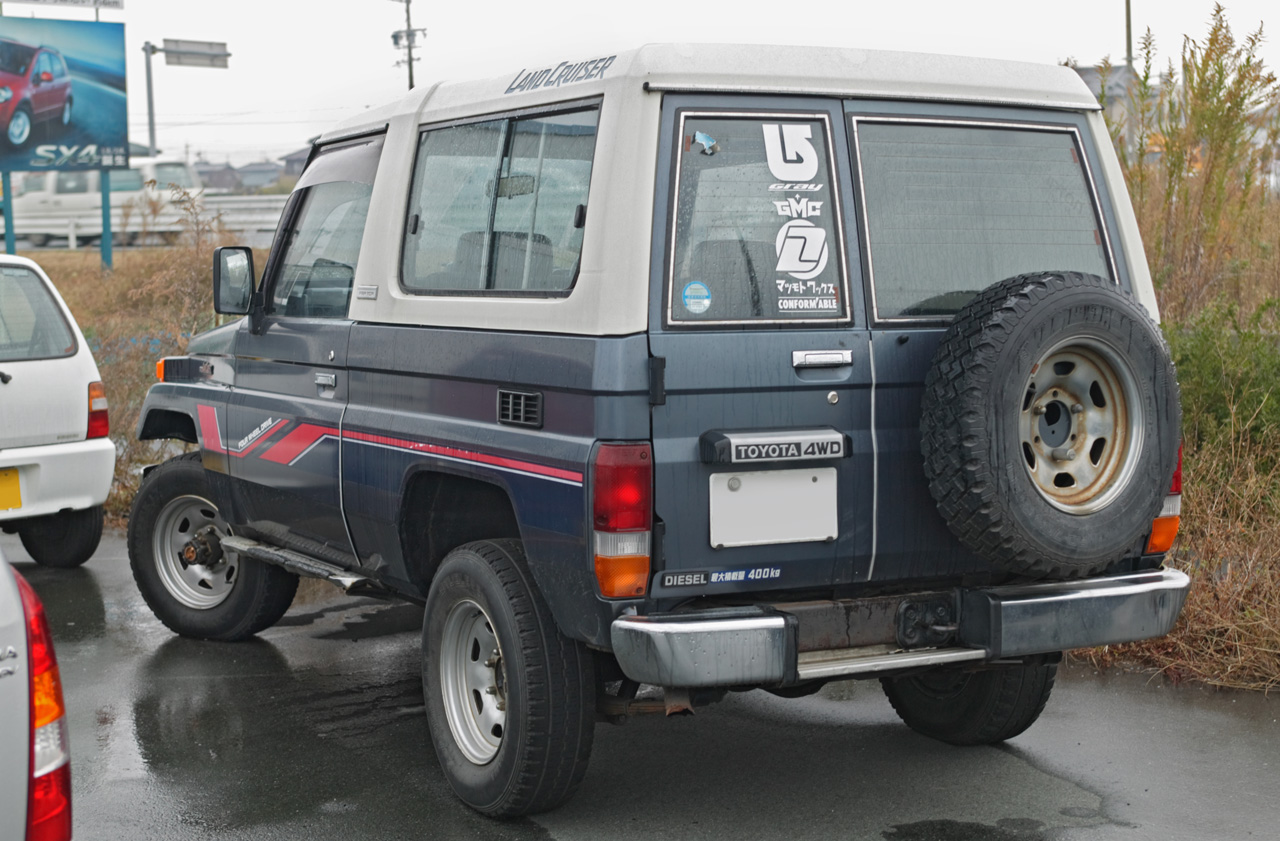
teto de fibra de vidro de especificação média 3.4 LX (BJ73V, Japão)
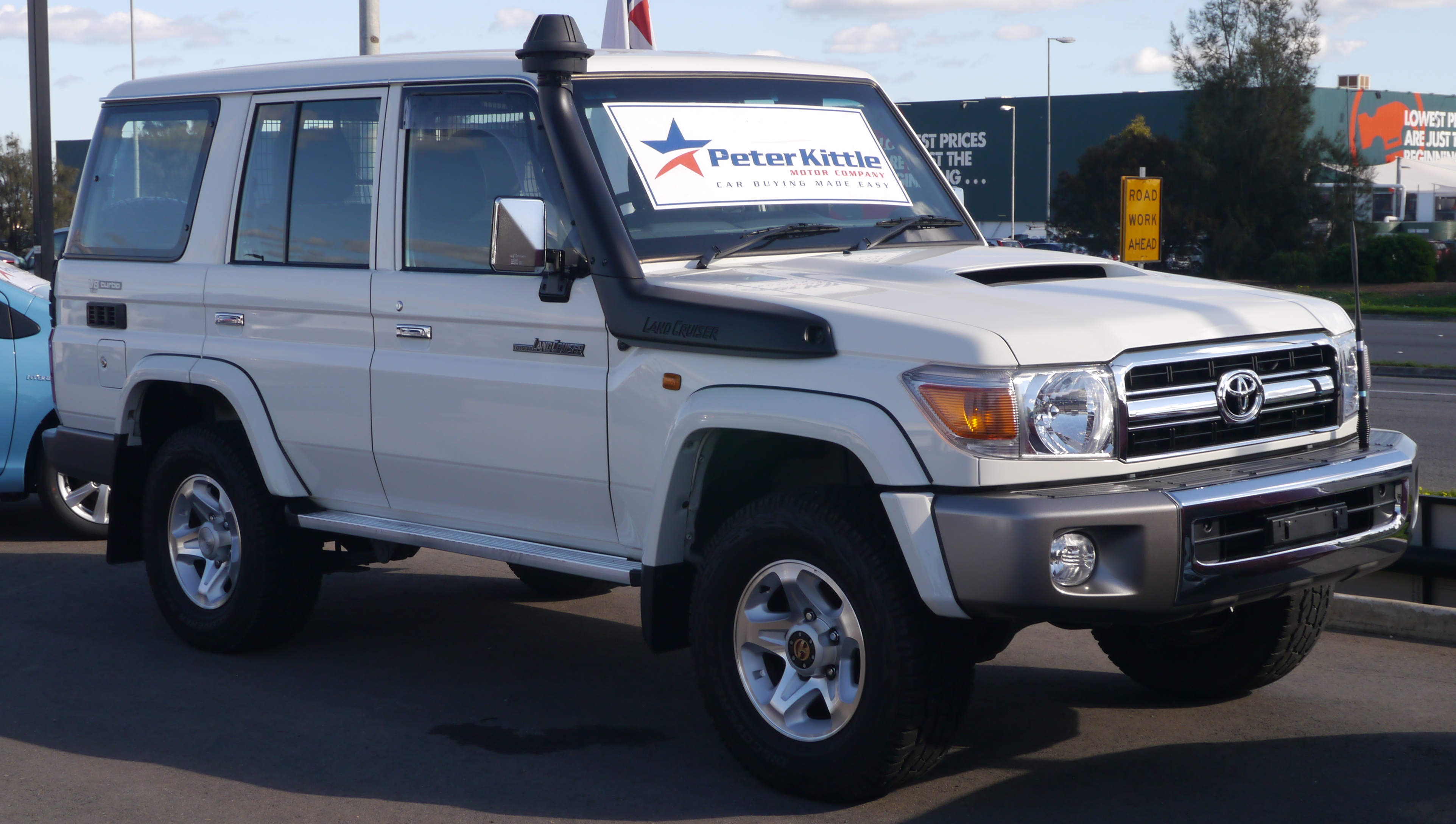
Perua GXL 5 portas (VDJ76)
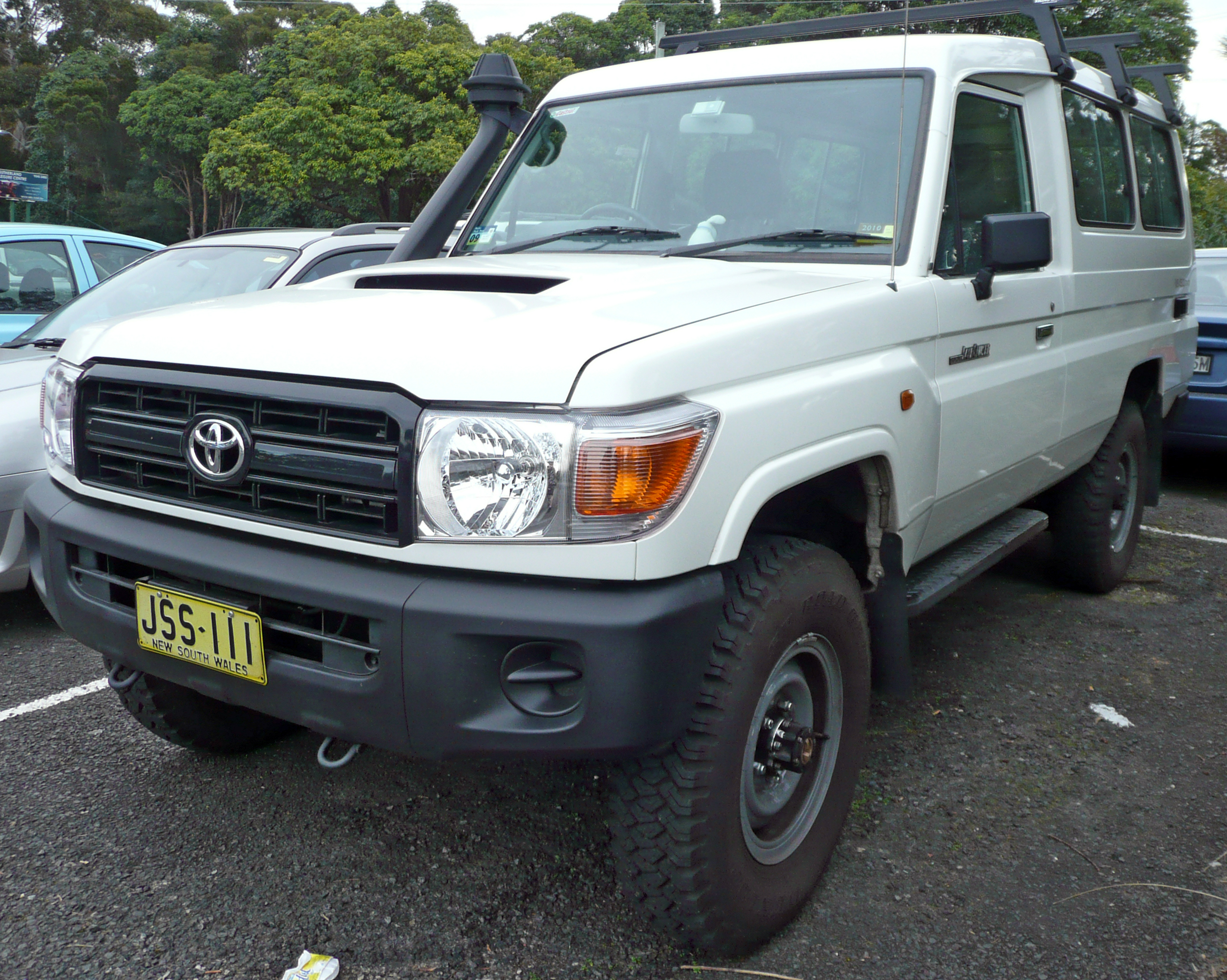
Transportador de tropas (VDJ78)
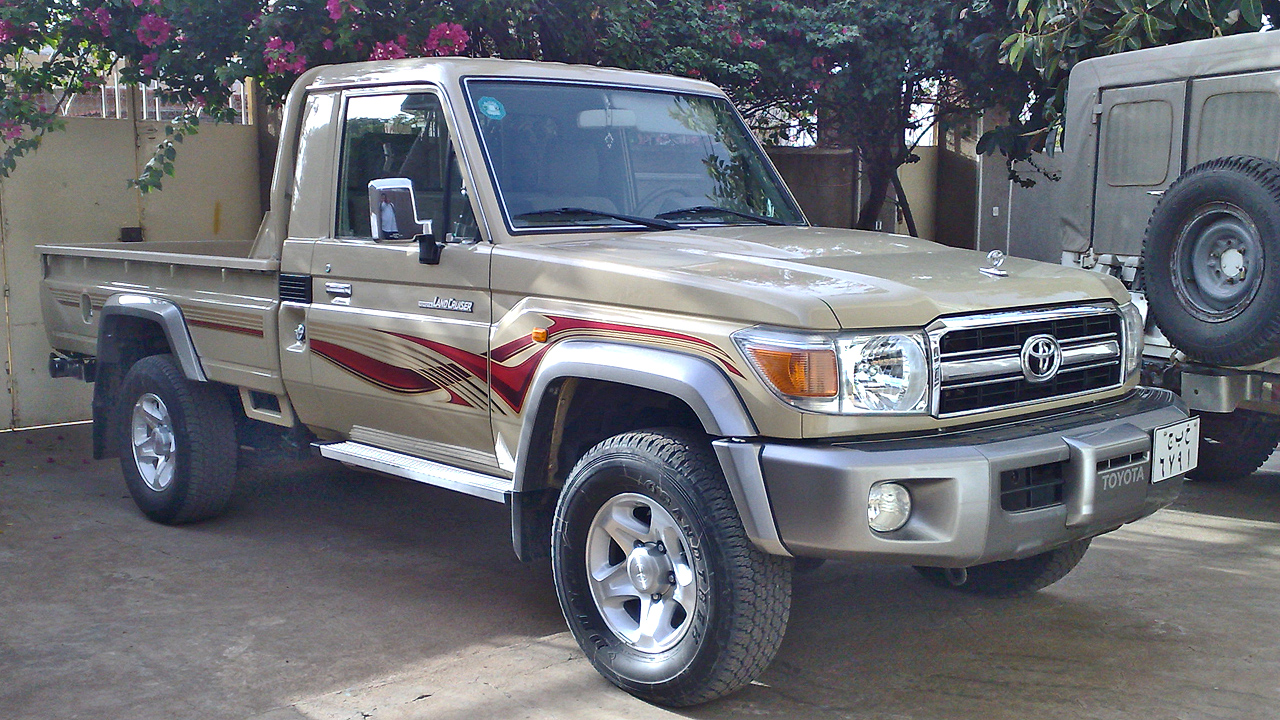
Cabine Simples
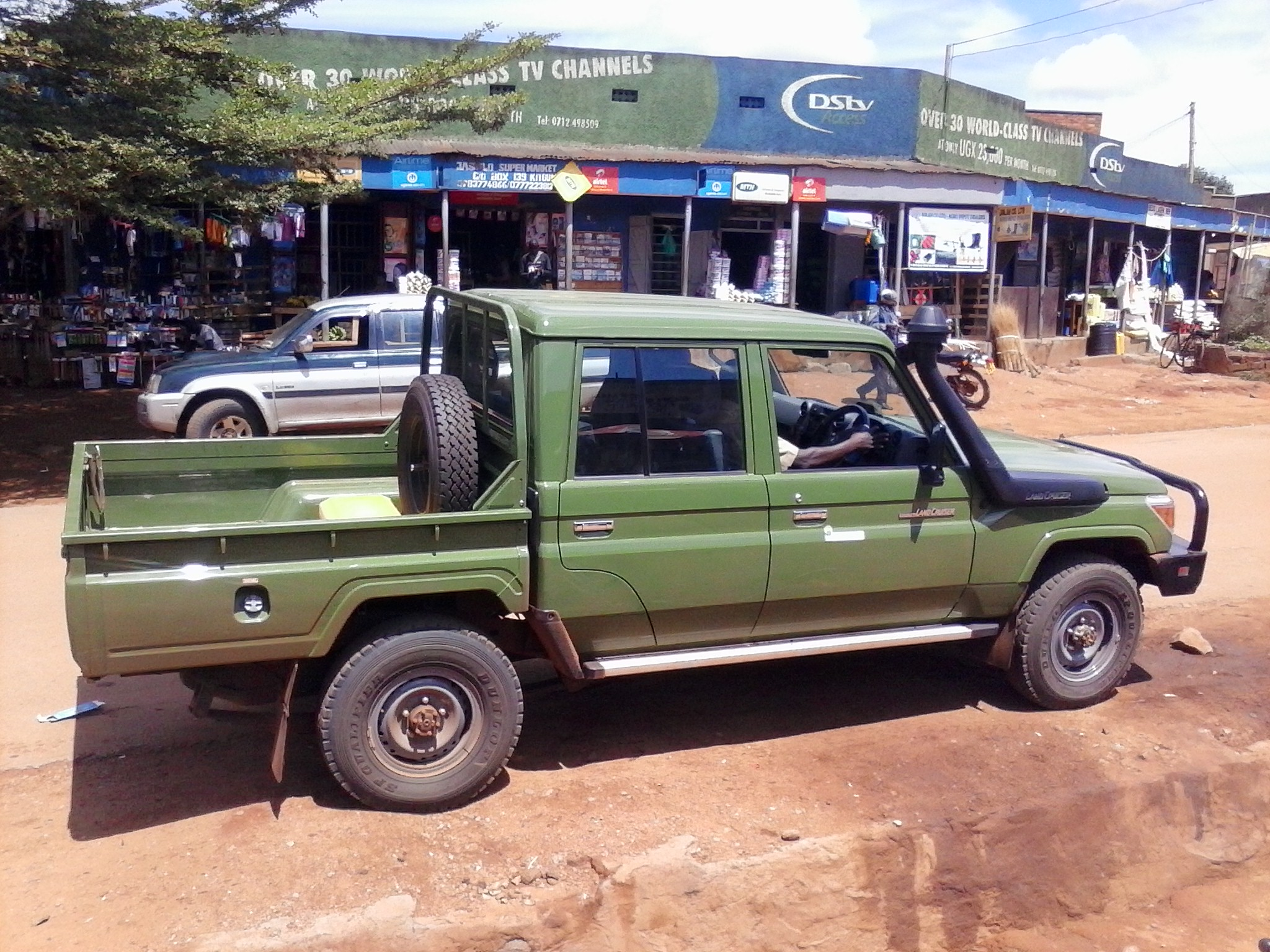
Cabine dupla do UWA (HZJ79)
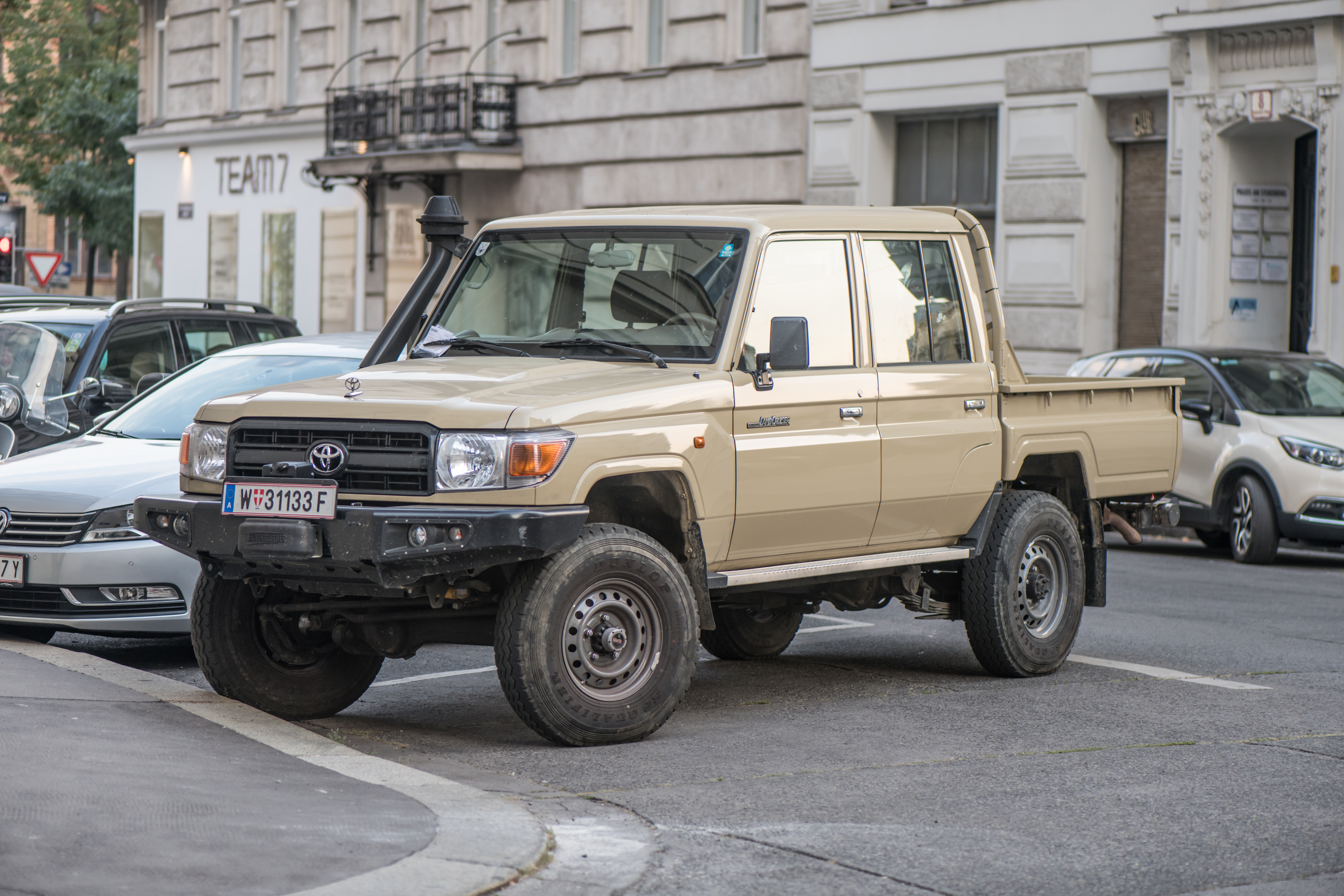
Cabine dupla (HZJ79)
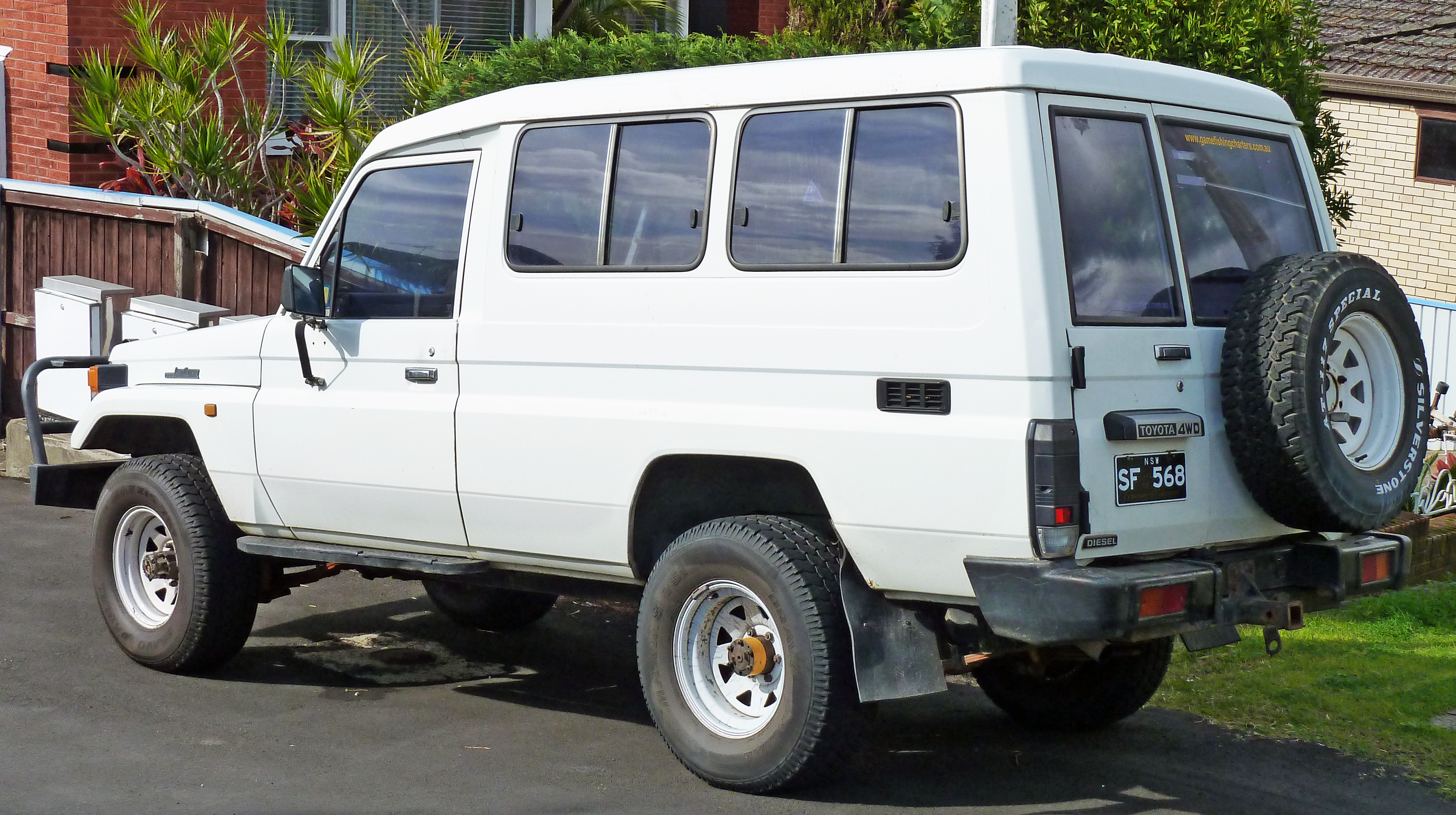
Transportador de tropas (HZJ75V)
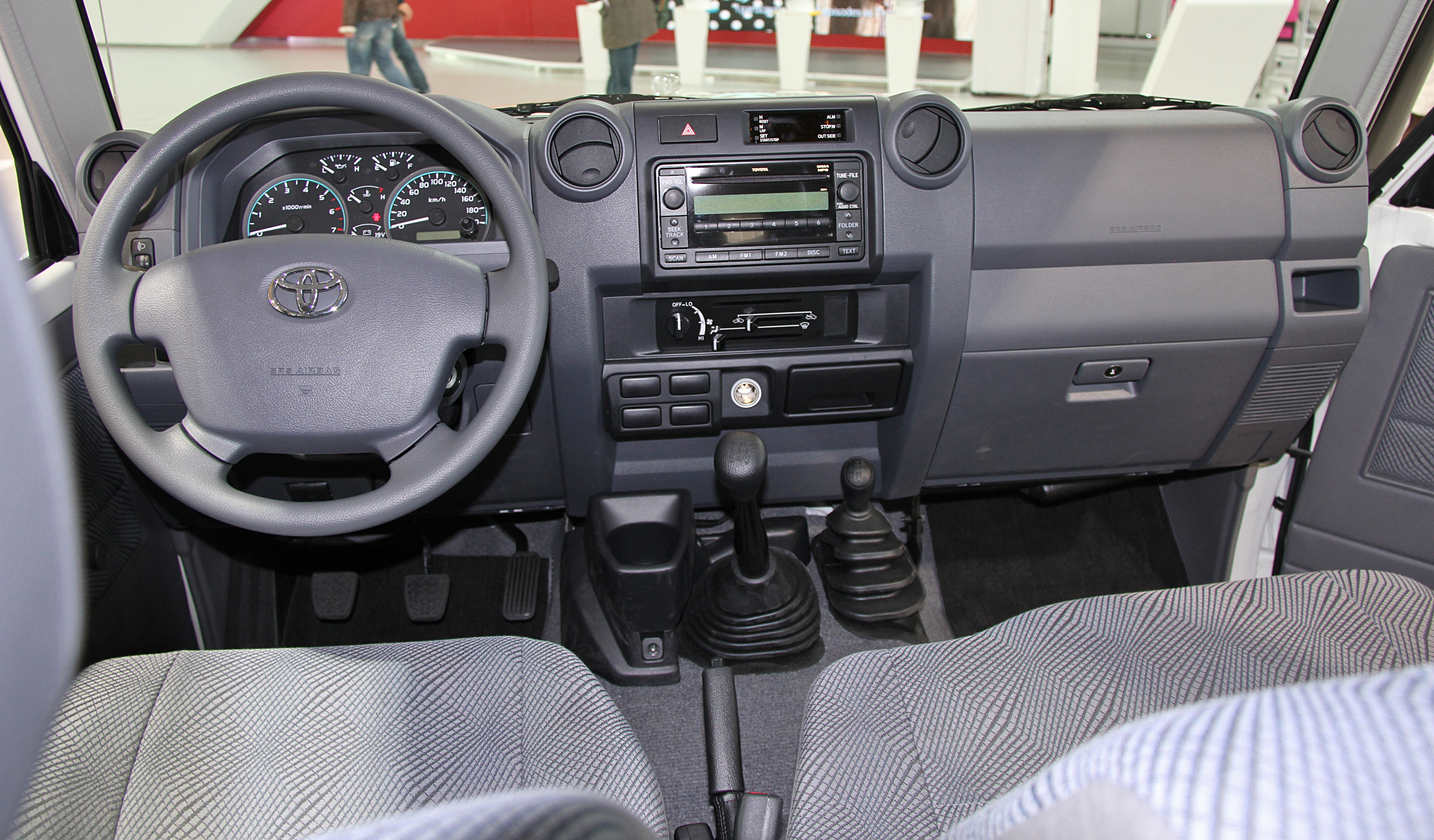
Interior
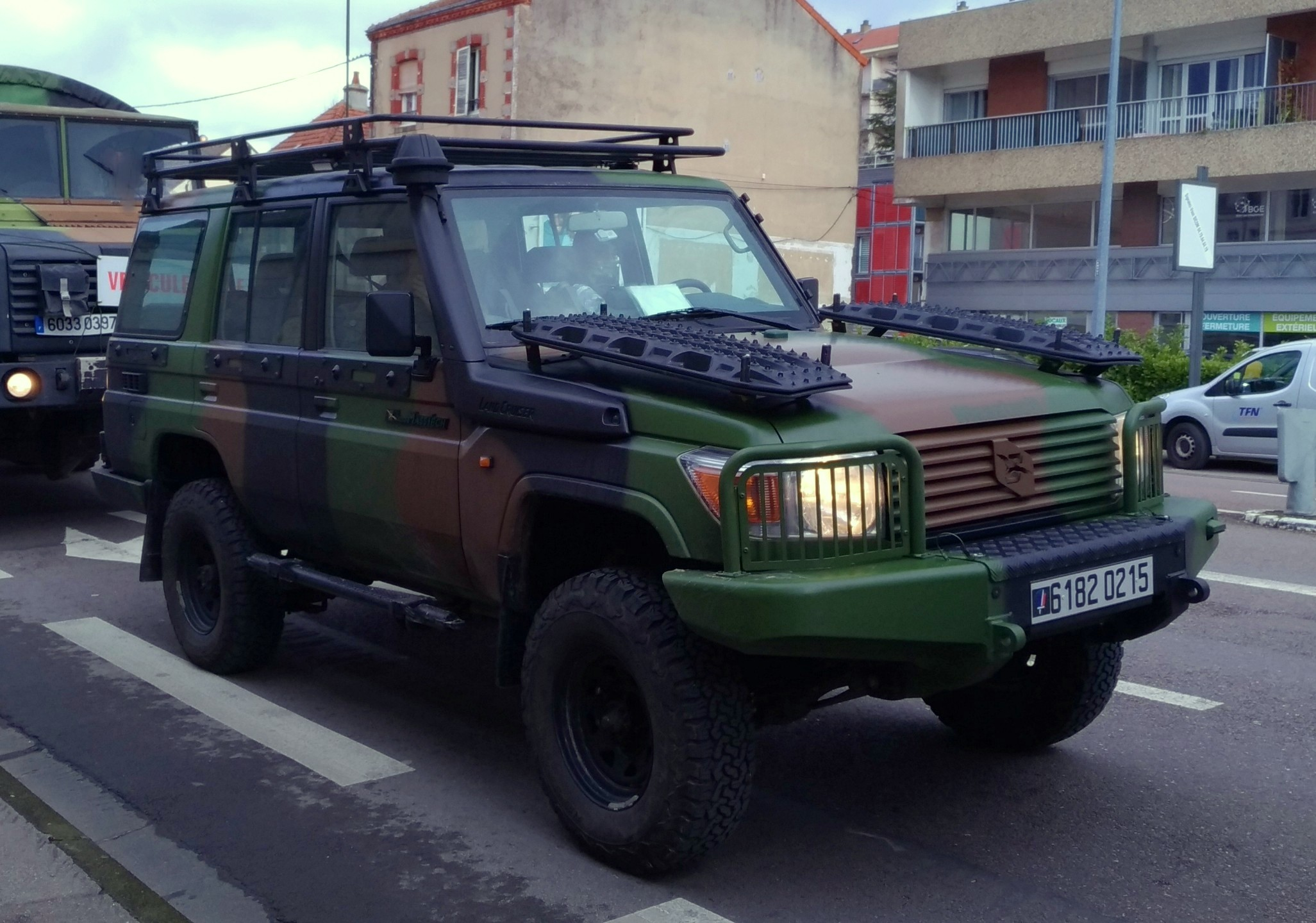
Technamm Mastech T4, versão militar para o exército francês

Com exceção de alguns modelos leves que evoluíram para o Prado, todos os Land Cruisers da Série 70 têm eixos traseiros rígidos com feixes de molas. Eixos dianteiros sólidos com feixes de molas foram utilizados até 1998, quando a Toyota decidiu a favor de uma suspensão dianteira de mola helicoidal com braços principais e um eixo dianteiro ligeiramente mais leve. Também a partir de 1999, os feixes de mola traseiros foram estendidos para permitir maior deslocamento das rodas (articulação) e maior conforto de condução.
A maioria dos Land Cruisers Série 70 (modelos a gasolina e diesel) utiliza motores de seis cilindros em linha . As exceções são o motor V8 diesel 1VD-FTV introduzido em alguns mercados em 2007 e o V6 a gasolina 1GR-FE introduzido em 2009, sendo o último 6 em linha restante o motor diesel 1HZ, para mercados com regras de emissão menos rigorosas, como África e Bolívia . Independentemente do motor, uma transmissão manual de 5 velocidades fornece potência a uma caixa de transferência de tração nas quatro rodas em tempo parcial com marcha alta e reduzida. Os eixos dianteiros sólidos têm um design totalmente flutuante com roda livre manual. Os eixos traseiros sólidos estão disponíveis em versões semi-flutuantes ou totalmente flutuantes e existem bloqueios de diferenciais selecionáveis (dianteiro e traseiro) opcionais de fábrica em alguns mercados.
Recursos básicos de conforto, como volante com regulagem de altura, ar-condicionado e rádio com conexão USB, estão disponíveis, mas a Série 70 não possui muitos dos recursos refinados e luxuosos dos Land Cruisers de passageiros mais caros (séries 80, 90, 100, 200 e 300).

### Modelos com distância entre eixos curta

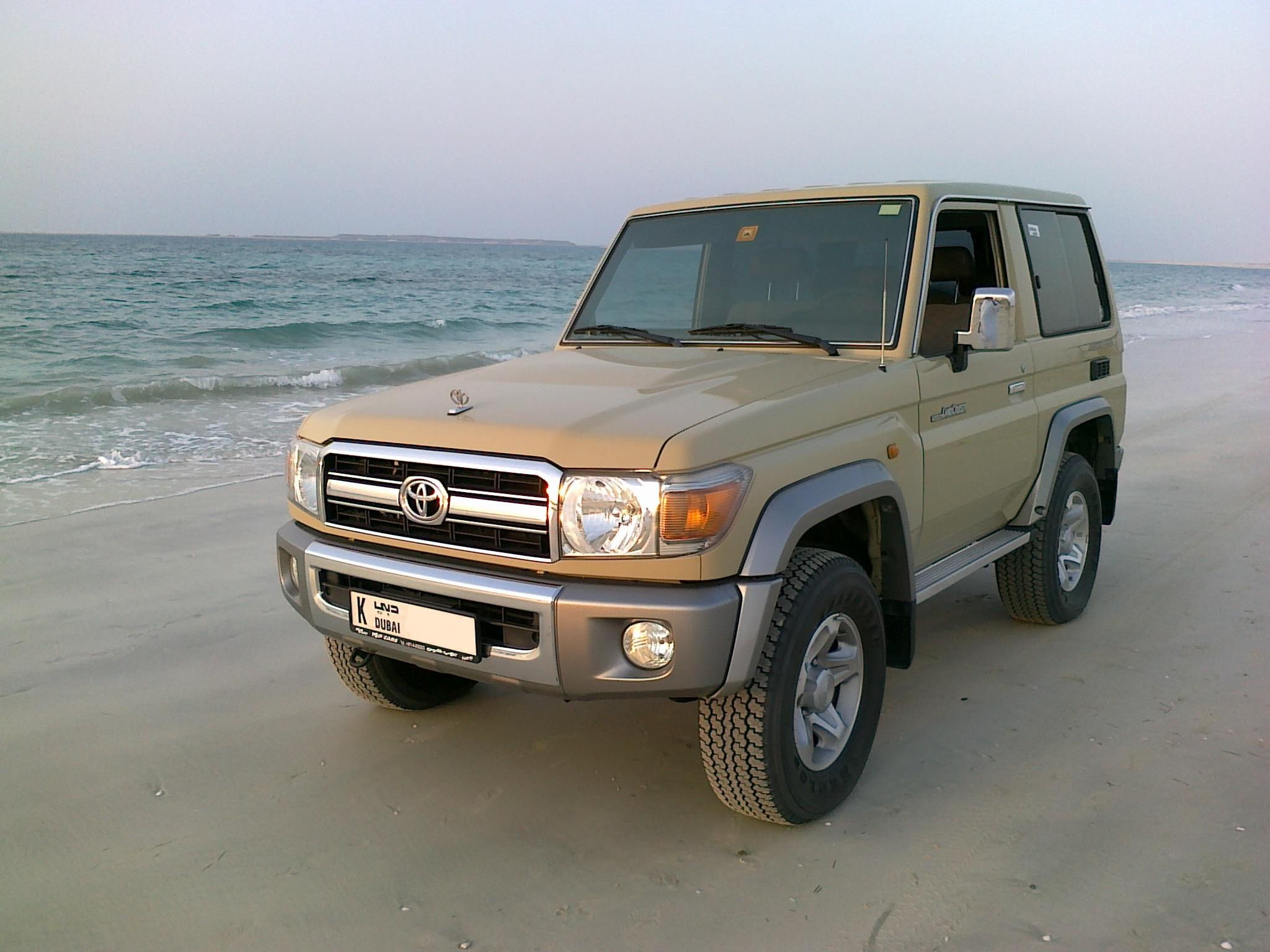
Land Cruiser 70 em Dubai

A suspensão, o interior e o layout básico desses modelos são quase idênticos aos mais famosos Land Cruisers da série 75, mas o chassi e a carroceria são muito mais curtos. Isso permite que o Land Cruiser seja mais ágil fora de estrada. Este modelo era popular como um transporte off-road pessoal, mas porque o Land Cruiser foi comercializado quase exclusivamente como um veículo comercial e governamental e porque estes nunca foram vendidos nos EUA, poucos destes foram construídos, em comparação com outros modelos Land Cruiser.
No entanto, esses modelos foram vendidos em todo o mundo na década de 1980 e início de 1990. Eles podem ser encontrados no Japão, Ásia, África, Europa, Oriente Médio, Nova Zelândia e América do Sul. Os modelos com entre eixos curto são muito populares no Japão, onde a compacidade e o robusto 4X4 são uma combinação bem-vinda; eles também são usados pelo estado sírio. Hoje, poucas séries 70 de curta distância entre eixos podem ser compradas novas - algumas ainda estão em produção hoje em alguns países sul-americanos e ainda estão sendo produzidas pela Toyota Auto Body na fábrica de Yoshiwara na cidade de Toyota. 
A série 70 foi vendida apenas em pequenas quantidades no mercado norte-americano. Para 1984-1987 (anos modelo 1985-1987), o BJ70 foi vendido em pequenas quantidades no Canadá. Todos eram identicamente equipados, além da cor interior e exterior. A única outra variação foi que em 1985 eles tinham um sistema eletrônico de 12 volts e a partir da produção do final de 1985 (para o ano modelo de 1986), a Toyota optou por um sistema de 24 volts. A configuração cabine simples/chassi HZJ79 ainda está disponível no Canadá, embora em quantidades muito limitadas e comercializados apenas para a indústria de mineração por meio de uma única concessionária Toyota em Saskatchewan. A série 70 não foi vendida nos EUA.